# Коржов Олександр Юрійович
Олександр Юрійович Коржов — старший матрос Збройних сил України, учасник російсько-української війни, що загинув у ході російського вторгнення в Україну в 2022 році.

## Військова служба
Олександр Коржов ніс військову службу на посаді старшого радіотелефоніста самохідного артилерійського взводу самохідної артилерійської батареї самохідного артилерійського дивізіону бригадної артилерійської групи миколаївської 36-ї бригади морської піхоти.

## Нагороди
- орден «За мужність» III ступеня (2022, посмертно) — за особисту мужність і самовіддані дії, виявлені у захисті державного суверенітету та територіальної цілісності України, вірність військовій присязі.